# Lidingövägen

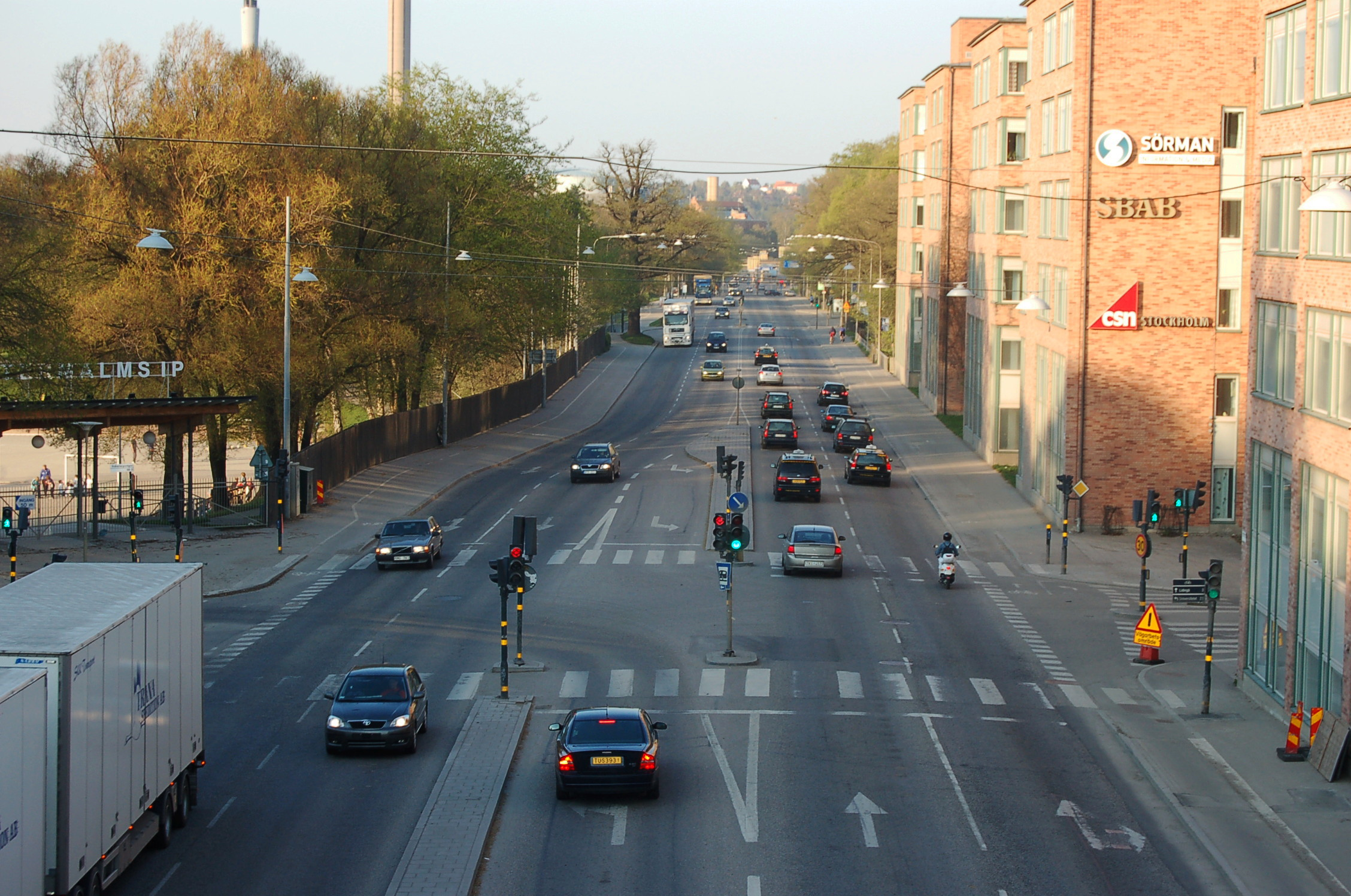
Lidingövägen norrut vid Östermalms IP, 2006.

Lidingövägen är en gata belägen i Stockholm. Den förbinder Sturegatan vid Stockholms stadion och Lidingöbron vid Ropsten. Gatan var en del av väg E20 och av länsväg 277 innan Norra Länken öppnade. Gatan utgör gräns för tre stadsdelar. Öster om hela gatan ligger Ladugårdsgärdet (Gärdet). Nordnordväst om gatan ligger Hjorthagen. Väster om gatan ligger Norra Djurgården.

## Historik

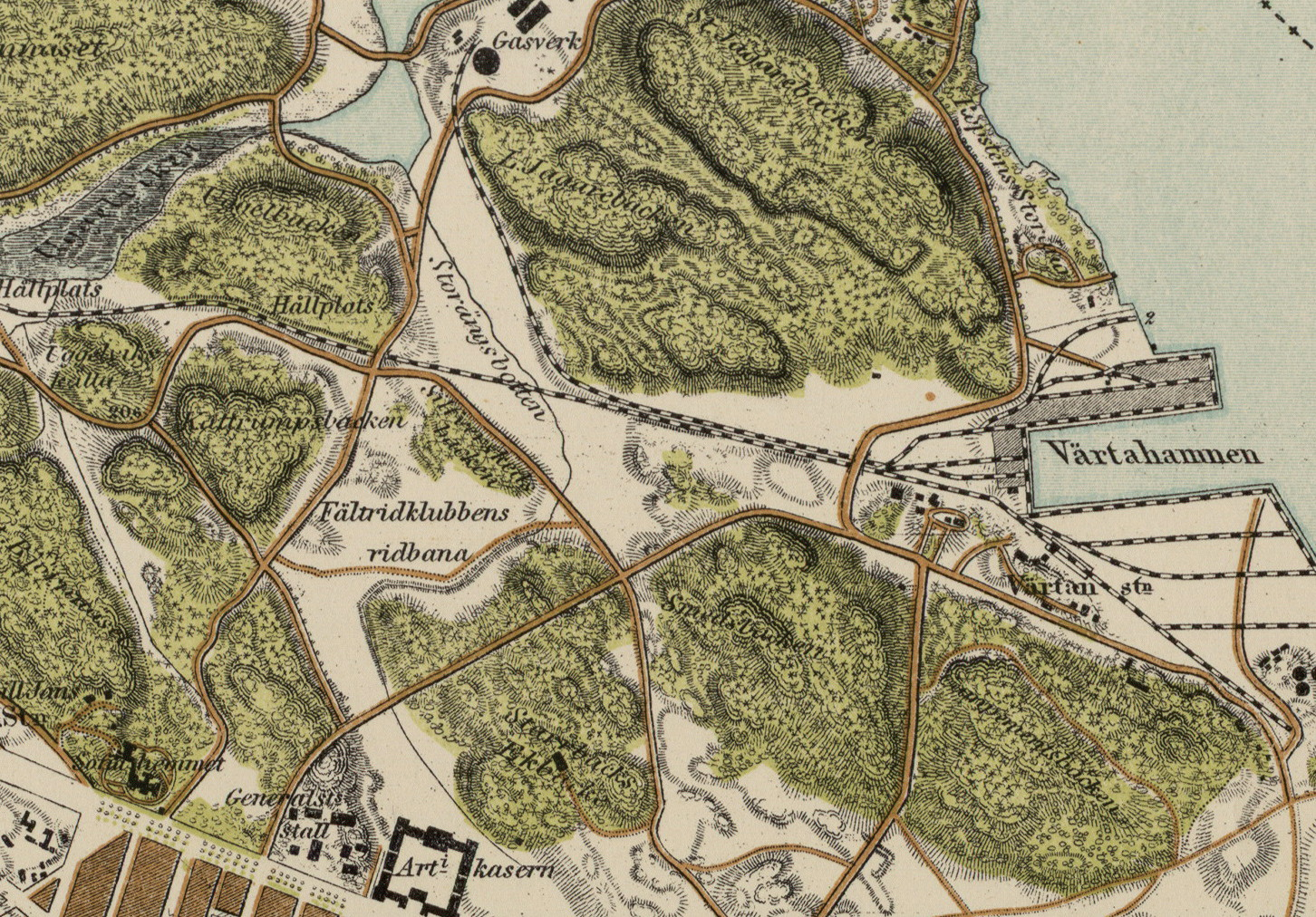
Vägen på 1890-talet

Gatans föregångare hette Ropstensvägen och gick från dåvarande tullen vid Karlaplan till färjeläget vid Ropsten. På 1890-talet drogs Sturegatan vidare mot Ropsten. Den södra delen hette då Sturevägen medan den norra fick namnet Lidingövägen. Vid Sturevägen låg Stockholms idrottspark som revs när Stockholms stadion byggdes. 1939 fick hela sträckningen namnet Lidingövägen. Fram till 1967 gick spårvagnstrafik på gatan. Linje 10 och Lidingöbanans linje 20 och 21.

## Nutid
Utmed Lidingövägen ligger ett flertal sportanläggningar såsom Stockholms stadion, Östermalms IP och Kungliga Tennishallen. Starten på Stockholm Maraton förläggs på Lidingövägen. Militära byggnader dominerar gatans södra del såsom Livgardets Kavallerikasern och Försvarshögkvarteret. Sedan 30 november 2014 ansluter Lidingövägen till Norra länken vid Värtahamnen. Vid korsningen med Tegeluddsvägen ligger före detta Philipshuset från 1963, sedan 2006 plats för Länsrätten i Stockholm.

## Bilder

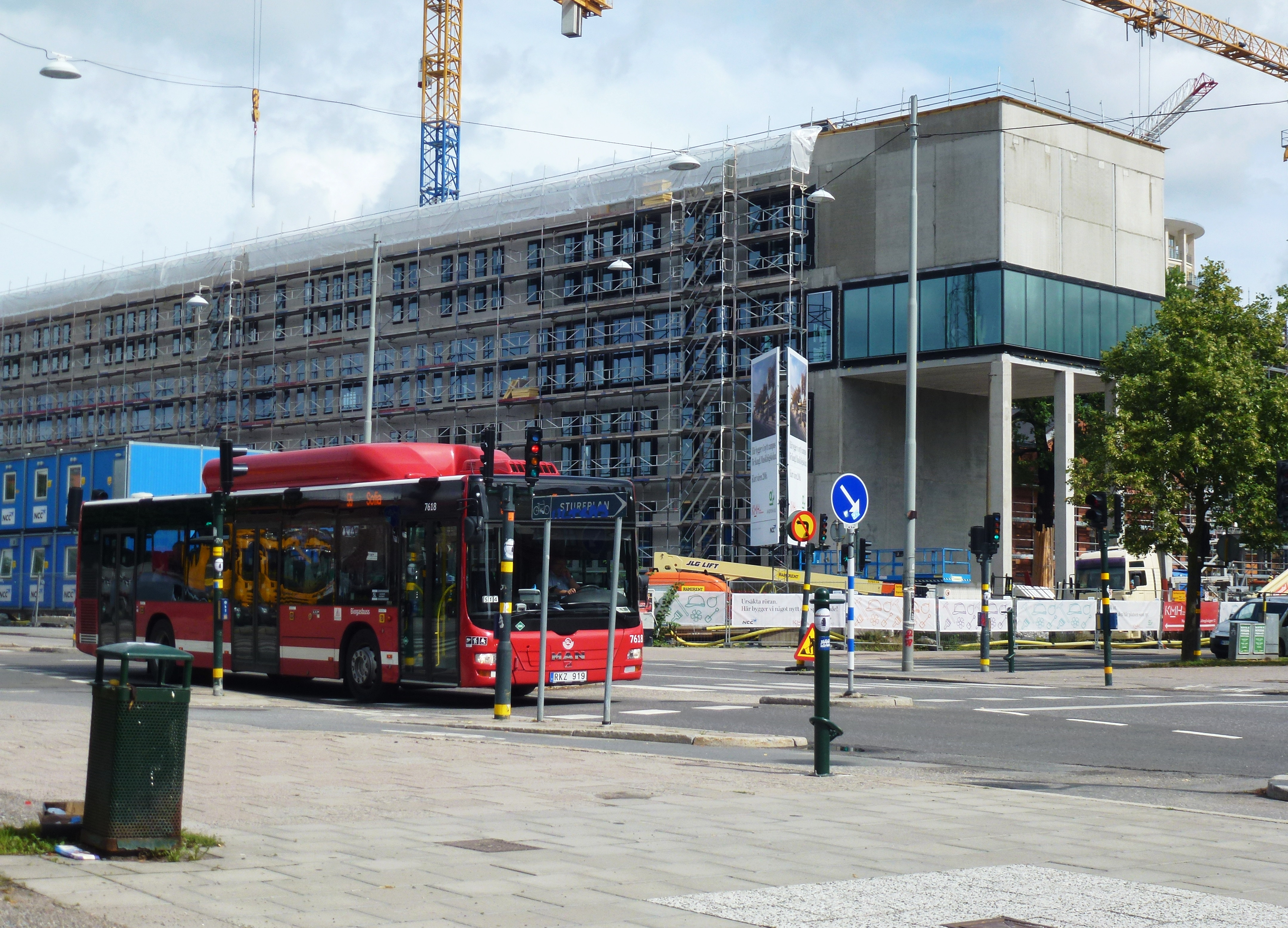
Lidingövägen vid Musikhögskolan, 2014.
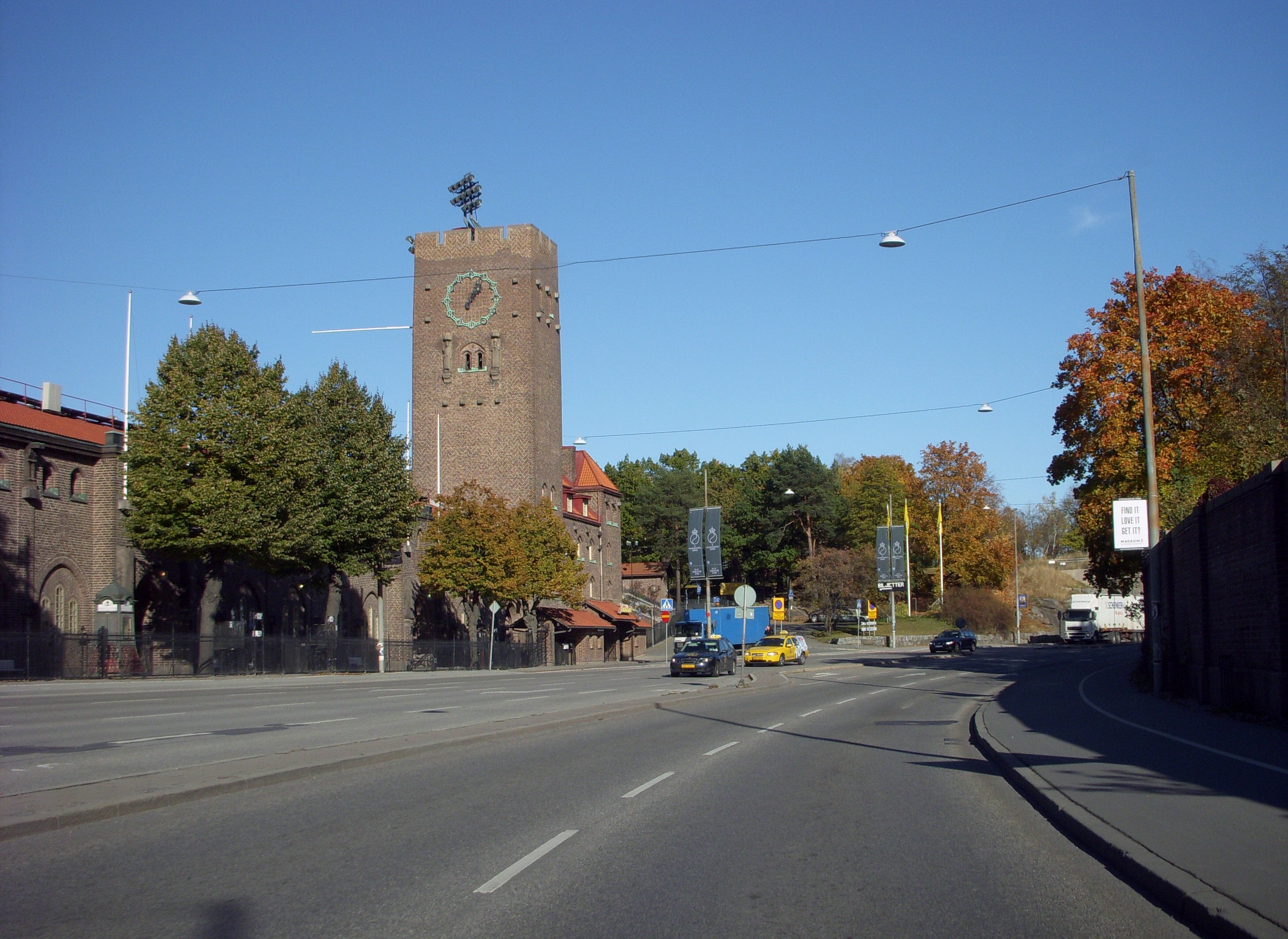
Lidingövägen österut i höjd med Stockholms stadion.
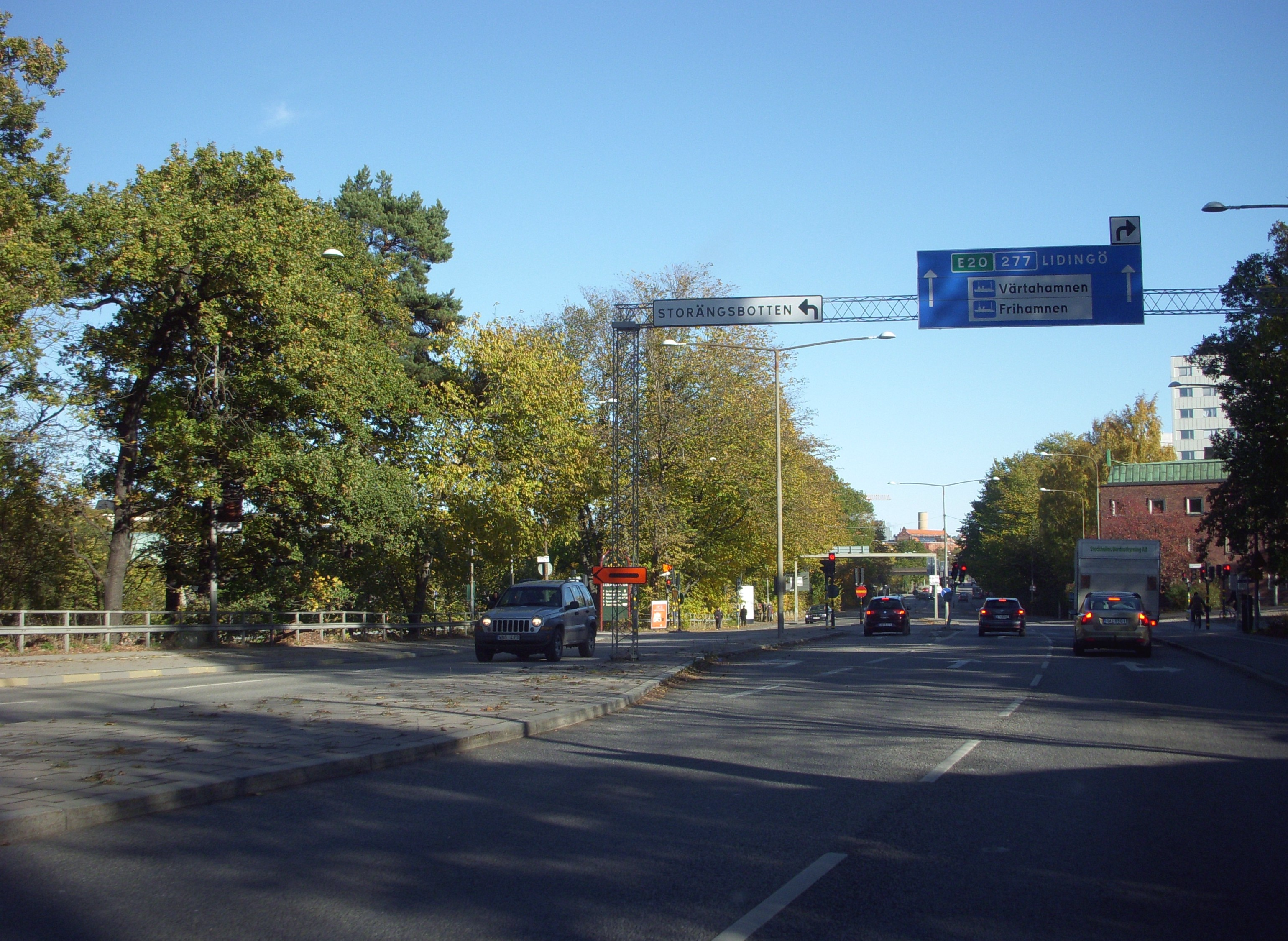
Lidingövägen österut i höjd med Storängsbotten.
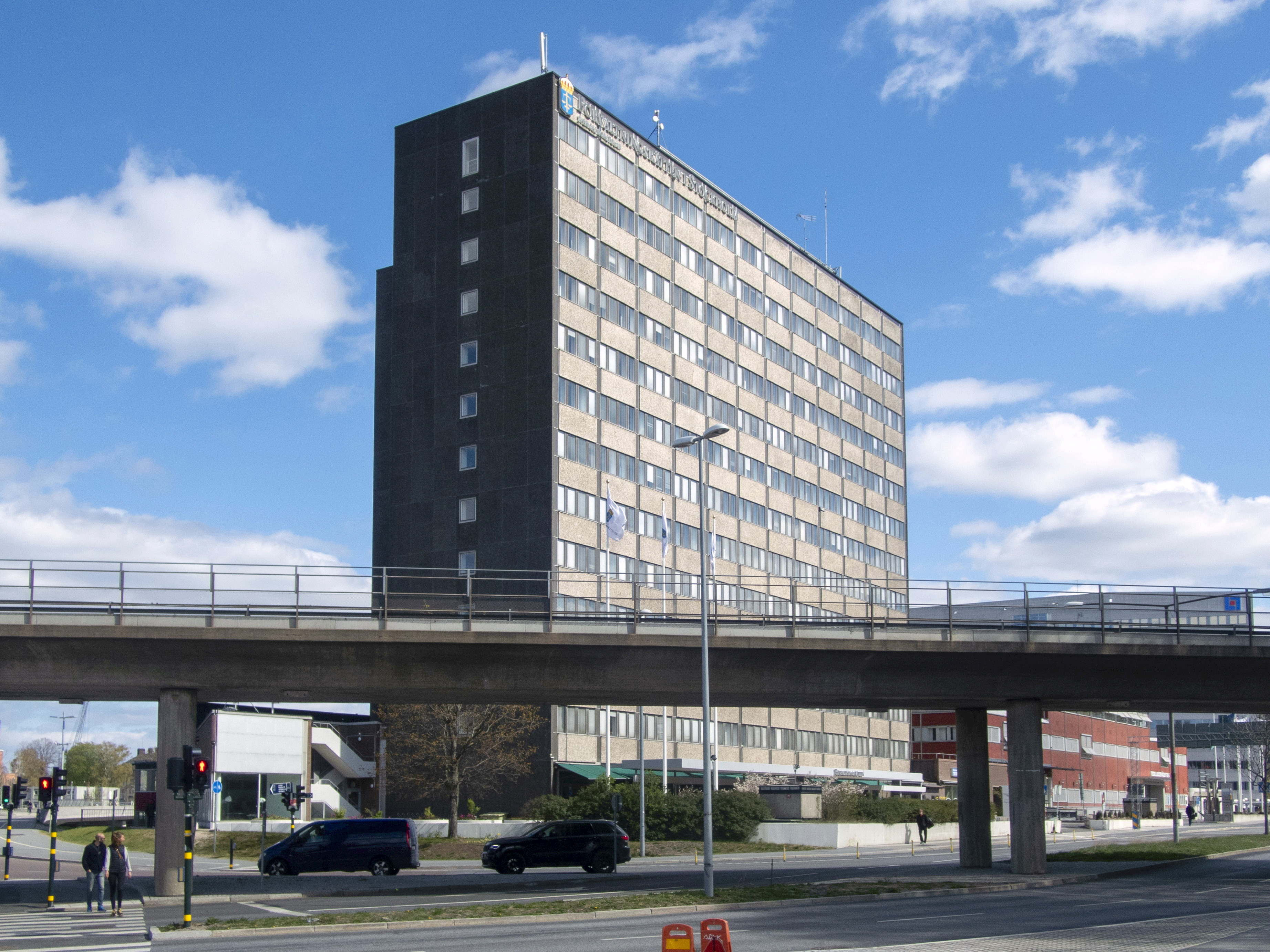
Lidingövägen österut i höjd med Tegeluddsvägen och f.d. Philipshuset.